# Список послов СССР и России в Тунисе
В статье представлен список послов СССР и России в Тунисе.
- 11 июня — 11 июля 1956 г. — установлены дипломатические отношения на уровне посольств.
- 4 мая 1960 г. — достигнута договорённость об обмене посольствами.

## Список послов
| Срок полномочий                    | Посол                          | Годы жизни | Вручение верительных грамот |
| ---------------------------------- | ------------------------------ | ---------- | --------------------------- |
| СССР                               |                                |            |                             |
| 3 августа 1960 — 21 сентября 1962  | Клыч Мамедович Кулиев          | 1913—1990  | 7 сентября 1960             |
| 21 сентября 1962 — 21 октября 1964 | Анатолий Георгиевич Кулаженков | 1911—1982  | 19 декабря 1962             |
| 21 октября 1964 — 9 сентября 1969  | Александр Евгеньевич Малышев   | 1919—2004  | 18 ноября 1964              |
| 9 сентября 1969 — 17 ноября 1973   | Сергей Алексеевич Афанасьев    | 1912—1992  | 26 ноября 1969              |
| 17 ноября 1973 — 28 марта 1981     | Борис Леонидович Колоколов     | 1924—2013  | 17 декабря 1973             |
| 28 марта 1981 — 3 октября 1986     | Всеволод Леонидович Кизиченко  | 1926—2013  | 19 мая 1981                 |
| 3 октября 1986 — 15 февраля 1991   | Владимир Фёдорович Собченко    | 1930—2014  |                             |
| 15 февраля 1991 — 25 декабря 1991  | Борис Алексеевич Щиборин       | 1936—2021  |                             |
| Российская Федерация               |                                |            |                             |
| 25 декабря 1991 — 23 августа 1996  | Борис Алексеевич Щиборин       | 1936—2021  |                             |
| 23 августа 1996 — 26 июля 2000     | Вениамин Викторович Попов      | 1942—      |                             |
| 26 июля 2000 — 11 апреля 2006      | Алексей Борисович Подцероб     | 1943—      |                             |
| 11 апреля 2006 — 14 января 2011    | Андрей Владимирович Поляков    | 1950—2021  |                             |
| 14 января 2011 — 10 июля 2015      | Александр Петрович Шеин        | 1952—      |                             |
| 10 июля 2015 — 11 января 2022      | Сергей Анатольевич Николаев    | 1951—      | 22 сентября 2015            |
| 11 января 2022 — настоящее время   | Александр Юрьевич Золотов      | 1959—      | 25 апреля 2022              |